# Siltronic
Siltronic AG és un fabricant d'oblies fetes de silici hiperpur, la base de la micro i nanotecnologia moderna. L'empresa amb seu a Múnic és un dels principals fabricants mundials d'oblies per a la indústria de semiconductors. L'empresa va ser fundada l'any 1968 com a Wacker-Chemitronic Gesellschaft für Elektronik-Grundstoffe mbH ("Wacker-Chemitronic") a Burghausen i va canviar el seu nom a Wacker Siltronic GmbH el 1994. L'empresa va ser rebatejada com a societat anònima (Wacker Siltronic AG) el 1996. L'any 2004, l'empresa va canviar el seu nom a Siltronic AG.
L'empresa fabrica oblies de silici amb diàmetres de fins a 300 mm als seus dos centres de producció alemanys a Burghausen i Freiberg, així com a llocs d'Àsia i Estats Units. L'empresa és membre de l'associació/associació industrial de Silicon Saxònia.
El 2020, es va anunciar que Siltronic es vendria al fabricant taiwanès GlobalWafers, una filial de Sino-American Silicon Products (SAS), per uns bons 3.700 milions d'euros. L'oferta es va augmentar fins als 4.400 milions d'euros el 2021. Segons les dues empreses, la fusió crearia un proveïdor líder per a la indústria de les oblies amb una cartera de productes completa i la capacitat d'oferir productes tecnològicament avançats a tots els clients de semiconductors. Però l'acord no va rebre l'aprovació reguladora a temps. GlobalWafers va adquirir el negoci de semiconductors de SunEdison el 2016.